# Женская сборная Украины по кёрлингу
Женская сборная Украины по кёрлингу — представляет Украину на международных соревнованиях по кёрлингу. Управляющей организацией выступает Всеукраинская федерация кёрлинга (укр. Всеукраїнська Федерація Кьорлінгу, англ. Ukrainian Curling Federation).
Впервые выступила в турнире группы «C» чемпионата Европы 2021.

## Результаты выступлений

### Чемпионаты Европы
| Год        | Место          | И              | В              | П              | Состав (четвёртый/скип, третий, второй, первый, запасной, тренер)                                                                            |
| ---------- | -------------- | -------------- | -------------- | -------------- | --- |
| 1975— 2020 | не участвовали | не участвовали | не участвовали | не участвовали | не участвовали |
| 2021       | 21             | 8              | 1              | 7              | Anastasiia Kotova (скип), Yaroslava Kalinichenko, Polina Putintseva, Sofiia Koverda, запасной: Oleksandra Kononenko, тренер: Александр Орлов |
| 2022       | 24             | 7              | 2              | 5              | Anastasiia Kotova (скип), Oleksandra Kononenko, Polina Putintseva, Yaroslava Kalinichenko, запасной: Diana Moskalenko, тренер: Эркки Лилл    |
| 2023       | 23             | 9              | 5              | 4              | Anastasiia Kotova (скип), Yaroslava Kalinichenko, Oleksandra Kononenko, Diana Moskalenko, запасной: Anastasiia Mosol, тренер: Эркки Лилл     |
| 2024       | 3 (див. С)     | 11             | 7              | 4              | Yaroslava Kalinichenko, Diana Moskalenko (скип), Oleksandra Kononenko, Anastasiia Mosol, тренер: Harry Gow                                   |
| 2024       | 20             | 9              | 0              | 9              | Yaroslava Kalinichenko (скип), Diana Moskalenko, Oleksandra Kononenko, Anastasiia Mosol, тренер: Harry Gow                                   |
| 2025       | 4 (див. С)     | 8              | 5              | 3              | Yaroslava Kalinichenko, Diana Moskalenko (скип), Oleksandra Kononenko, Anastasiia Mosol, тренер: Дэвид Рэмзи                                 |

В чемпионате Европы 2024 сборная Украины выступала в дивизионе «B» (после «С»), в чемпионатах 2021—2025 в дивизионе «С». В колонке Место указаны итоговые позиции команды с учётом общей классификации.